# Naravni park Kopački rit
Naravni park Kopački rit je poplavno področje v Baranji, na severovzhodu Hrvaške, med rekama Donavo na vzhodu in Dravo na jugu. Ustanovljen je bil leta 1976. Naravni park obsega 17.000 ha (177 km²), od česar Poseben zoološki rezervat obsega 8.000 ha (80 km²). Administrativno se nahaja v občini Bilje, Osječko-baranjska županija. Trenutno je najstarejši razglašen naravni park na Hrvaškem.
Ime je dobil iz madžarske besede "kapocs" = sponka in "rét" = močvirni travnik.
Kopački rit je ena od največjih fluvijalno-močvirnih nižin v Evropi. To področje preko leta zelo spreminja svoj izgled, odvisno od intenzitete poplavljanja, pretežno Donave, ter precej manj Drave. Je največje rastišče in mrestišče sladkovodnih rib v Podonavju in najvažnejši ornitološki rezervat na Hrvaškem. V njem vsako leto gnezdi okoli 140 vrst ptic, biotska raznovrstnost 2000 vrst flore in favne pa je bogastvo parka. Deli kopnega in ritskih voda ustvarja zelo kompleksen mozaik, njihova oblika in funkcija pa sta odvisni od količine vode. Kanali so zveza med tokom Donave in Drave, obstaja pa tudi splet kanalov, ki ustvarjajo vodne povezave znotraj rita.
Kopački rit je uvrščen na seznam ornitološko pomembnih področij - IBA (Important Bird Area) in je nominiran za uvrstitev na Unescov seznam naravne dediščine.

## Zgodovina
S področjem Kopačkega rita se je začelo upravljati po osnutku gospodarstva "Belje" kot darilom ogrsko-hrvatskega kralja Leopolda I. leta 1699. Od tedaj pa od leta do 1784 je z njim upravljal Evgen Franc Savojski. Po tem ga ima v zakupu rodbina Habsbrug vse do leta 1918. Od leta 1920 je to področje razglašeno kot rezervat kralja Aleksandra Karađorđevića, v obdobju 1941-1944, v času kraljevine Madžarske, pa je z njim upravljal Madžarski narodni muzej, ki je ustanovil biološko postajo "Albertina". Prvo idejo o "Beljskom nacionalnom parku" je dal prirodoslovec Szecheny leta 1935.
V bivši SFRJ, točneje leta 1959 je s Kopačkim ritom upravljalo lovsko-gozdno gospodarstvo "Jelen" iz Beograda, ki je ob soglasju tedanjega zavoda za zaščito narave, leta 1958 prosilo za razglasitev Narodnega parka "Moša Pijade", s čimer se ni strinjal Konzervatorski zavod iz Zagreba, ki je zastopal idejo o naravnem rezervatu. V tem času je bilo zgrajeno naselje Tikveš in istoimenski dvorec s pripadajočimi gospodarskimi objekti za lov in rekreacijo tedanjega predsednika Josipa Broza Tita. S prizadevanjem Drage Getza in nekaj uglednih prirodoslovcev je Kopački rit leta 1967, zaradi svoje ohranjenosti, velike biotske raznovrstnosti in ekološke vrednosti postal "Upravljani naravni rezervat". Nekaj let kasneje, to je leta 1976, je bilo ožje področje parka razglašeno kot Specialni zoološki rezervat, širše področje pa kot Park narave Kopački rit", skupne površine 10.500 ha. Leta 1993 je bil Kopački rit proglašen za mednarodno pomembno močvirno področje zaščiteno z Ramsarsko konvencijo. Od leta 1997 s parkom upravlja Javna ustanova "Park prirode Kopački rit". Z odlokom Hrvatskega Sabora je bil naravni park razširjen leta 1999 na sedanjih 17.700 ha površine.
Vprašanje ali bi moral biti Kopački rit razglašen za narodni park je bilo sproženo že večkrat. Zahteve so bile ponovljene leta 1958, 1982 in 1999. Zagovorniki statusa narodnega parka menijo, da bi s tem izboljšali možnosti za razvoj ekološkega turizma, poleg tega pa se sklicujejo na dejstvo, da so vsi narodni parki na Hrvaškem vezani na fenomen krasa. V vzhodni Hrvaški tako še vedno ni proglašen noben narodni park.
V zgodovini današnjega Naravnega parka je bila že večkrat razglašena "ekološka katastrofa". V času kopanja Hulovskega kanala leta 1969 je bilo v ritu izgubljenih 3000 ha površine pod vodo. Tega leta se je Kopačko jezero skoraj osušilo. Leta 1985 je v jezero Sakadaš iztekla gnojnica iz svinjerejske farme iz Darde, zaradi česar je poginilo veliko rib. Zaradi izlova rib in odstrela ptic in divjadi se ruši ekološko ravnotežje. V času Domovinske vojne je bil del parka zaminiran, čiščenje parka pa je oteženo zato, ker so mine vkopane v močvirski mulj. V Posebnem zoološkem rezervatu je zaminirano okoli 3700 ha površine.

## Geografske zanimivosti
Pretežno nižinsko področje med rekama Dravo in Donavo se razprostira severno od Drave od ustja Drave z Donavo ter uzvodno ob Donavi ob njeni levi in desni obali do nekdanjega pristanišča Kazuk. Vzhodna meja Naravnega parka je državna meja z Republiko Srbijo. Razteza se do naselja Batine na severu, Bijelog Brda na jugu in Donjeg Miholjca na zahodu. 
Nadmorska višina celotne Baranje ne presega 250 m, samo področje Naravnega parka pa se nahaja na najnižjem delu, kjer se nadmorske višine terena gibajo od 78 m (dno Kopačkega jezera) do 86 m. 
Relief področja Kopačkega rita je rezultat delovanja vode, rek Donave in Drave ter poplavnih vod, ki poplavljajo področje. Reke ustvarjajo sipine in otoke (ade) ter rokave, ki jim pravijo dunavac ali stara Drava. Stalne poplave in naleti vode na enem mestu poglabljajo teren v obliki polmesečastih vdolbin, na drugem mestu pa nalagajo material, ki ga s seboj nosi reka. Tako nastajajo močvirja (depresije) in povišana področja (nasipi), ki ustvarjajo valovit izgled terena. Med močvirji in nasipi je višinska razlika do 8 m. Ko se več zaporednih močvirij spoji in poveže z Dunavcem ali Donavo, se ustvarja naravni kanal (fok), preko katerega se te poglobitve polnijo in praznijo. Ti naravni kanali so pogosto umetno poglobljeni.  Celo poplavno področje daje izgled delte, tako imenovane notranje delte.
V parku se nahajata dve večji jezeri, Kopačko jezero in jezero Sakadaš, ki sta edini stalni površini pod vodo. Kopačko jezero s poprečno površino 220 ha je tudi največje jezero v parku. Globoko je 1,5 do 5 m in se nahaja v središču parka. Jezero Sakadaš je globoko do 7 m in je najgloblje jezero parka in tudi celotnega rita. 
Rit je letno poplavljen v poprečju 99 dni, celotna površina pod vodo pa je poprečno 32 dni. Poplavni val prihaja v začetku pomladi v času visokih voda Drave in Donave zaradi topljenja snega v Alpah. Vrhunec poplavnega vala je med aprilom in majem, ko se do konca poletja vode iz rita popolnoma umaknejo. Najvažnejša zveza Donave in rita je Hulovski kanal, dolg 6 km in širok 34 m. Glavna zveza rita in Drave je kanal Renovo, dolg 3 km in širok do 20 m. Najdaljši kanal je Stara Barbara, dolžine 26,7 km in teče vzporedno z Dravo.
V Kopačkem ritu prevladuje zmerna kontinentalna klima.

## Flora
Zaradi specifičnega mikroreliefa in neprestanega poplavljanja, so se na področju Kopačkega rita razvili različni tipi vegetacije. To so različni tipi gozdov, močvirij in rastlinja, tam pa, kjer je večja koncentracija divjadi in večji vpliv človeka, je nitrofilna in travniška vegetacija. Od gozdnih sestojev največje površine v ritu prekriva gozd bele vrbe (Galio-Salicetum albae), ki lahko prenaša visoke in dolgotrajne poplave. Na nekoliko višjih področjih, kjer so poplave kratkotrajnejše, se je razvil gozd bele vrbe in črnega topola (Salici - Populetum nigrae), na še višjih predelih se nahaja hrastov gozd, na nižjih delih gozda rdeči hrast in rumena košeničica (Genistoelatae - Quercetum roboris), na sušnih področjih gozda rdeči hrast in gaber (Carpino betuli - Quercetum roboris).
Največje vodne površine znotraj rita pokriva vodna in močvirska vegetacija z mnogimi skupinami. Tu se mešajo skupine vodnih leč, od katerih je najbolj pogosta skupina vodnih leč Lemno - Spirodeletum polyrhizae. V mozaiku z drugimi skupinami so še bleščeči dristavec (Potamogetonetum lucentis in Potamogetonetum graminei) ter skupina rumeni blatnik (Myriophyllo-Nupharetum ). Največje površine zavzema skupina vodnih lilij (Nymphoidetum peltatae). Ob robovih jezer in kanalov ter na občasno poplavljenih površinah je največ trsja (Scirpo - Phragmitetum) ter skupine visokih šašev (Caricetum elatae, Caricetum versicariae, Caricetum gracilis). Ti zavzemajo velikanske površine rita in mu dajejo značilen izgled. Skupno je tukaj štirideset rastlinskih skupin in preko tristo rastlinskih vrst, kar govori o veliki vegetacijski raznolikosti Kopačkega rita.

## Fauna
Avtohtona flora in vegetacija Kopačkega rita omogoča primerne življenjske pogoje različnim predstavnikom nevretenčarjev. Do danes so našli več kot 400 vrst, med katerimi je tudi nova oblika školjk - Unio tumidus kopaciensis. Kopački rit je največje mrestišče in rastišče rib Podonavla. Na osnovi podatkov ulova je zabeleženo 44 vrst rib, od katerih se glede na velikost populacije izpostavljajo: krap (Cyprinus carpio), ščuka (Esox lucius), som (Silurus glanis) in smuč (Stizostedion lucioperca). Nepregledno trsje, gozd in močvirja Kopačkega rita ter okoliški pašniki nudijo idealne pogoje za življenje mnogim vrstam sesalcev: navadni jelen (Cervus elaphus), srne (Capreolus capreolus), divja svinja (Sus scrofa), divja mačka (Felis silvestris), navadni jazbec (Meles meles) in drugi.
Osnovno ekološko prepoznavnost Kopačkega rita daje fauna ptic. Zabeleženo je okoli 285 vrst ptic, od katerih 141 vrst redno ali občasno gnezdi v ritu. Posebej zanimive so tiste vrste ptic, ki gnezdijo v velikih kolonijah - čaplje (Ardea cinerea, Ardea purpurea), rečni galeb (Larus ridibundus), belobrada čigra (Chlidonias hybrida), kormoran (Phalacrocorax carbo) in druge. Na področju Kopačkega rita gnezdi tudi preko 20 parov orlov belorepcov (Haliaeetus albicilla), vrsta ki je ogrožena v svetovnem merilu. Od ostalih ogroženih evropskih vrst redno gnezdi 5 parov črnih štorkelj (Ciconia nigra), 4 do 5 parov stepskega sokola (Falco cherrug), 40 parov belih čapelj (Egretta garzetta) ter okoli 100 parov divjih (Siva gos (Anser anser)). V Kopačkem ritu gnezdi tudi več sto parov rac njork (Aythya nyroca), ki je ena od najbolj ogroženih evropskih vrst. V času spomladanske in jesenske selitve, Kopački rit predstavlja zelo pomembno počivališče za mnoge vrste ptic, tako da tedaj v ritu živi več sto tisoč ptic.

## Dvorec Tikveš
Dokumentacija povezana z upravljanjem in gospodarjenjem tega področja obstaja od leta 1697. Tedaj je cesar Leopold I. posestvo dodelil princu Evgenu Savojskem. Sam kompleks dvorca datira iz 19. stoletja, zgradili pa so ga člani Teschenske veje rodbine Habsburg. V zgodovini so bili dvorci kot lovske rezidence poznani tako v Evropi kot v svetu, vendar so bili izključno zaprtega tipa za goste dvora in vladarje.
Z dekretom Finančnega ministrstva iz leta 1920 je bilo področje razglašeno se državno lovišče v sestavi državnega posestva Belje. V času 1941 - 1944 je kompleks upravljal princ Albrecht Habsburški. Med vojno je bil kompleks oropam, infrastruktura pa uničena. Po 2. svetovni vojni je bilo posestvo nacionalizirano, uporabljali so ga izključno kot lovsko rezidenco. V njem je pogosto bival predsednik Josip Broz s svojimi tujimi gosti. Od leta 2000 je kompleks "Dvorec Tikveš" preventivno zaščiten z Uredbo Konzervatorskega oddelka iz Osijeka.
Tako imenovan Novi dvorec je bil zgrajen v drugi polovici 19. stoletja v duhu romantičnega historicizma. Temelji su zidani iz opeke, kot tudi vsi nosilni in pregradni zidovi. Vse fasade so oblečene s fasadno opeko in rdeče pobarvana. Vogali zgrade, okensko okrasje in vrata so poudarjeni s štukom v imitaciji grobo klesanega kamena. Dvorec ima klet, pritličje, prvo nadstropje in podstrešje.

## Turizem
Naravni park Kopački rit ima velik turistični pomen v Osječko-baranjskoj županiji, saj več kot tretjina turistov letno obišče rit. Sam park ima velik turistični potencial. razen ohranjene narave in bogate flore in faune je pomembna tudi kulturno-zgodovinska dediščina. V naselju Tikveš je dvorski lovsko-rezidenčni kompleks iz 19. stoletja (uporabljala sta ga kralj Aleksander in predsednik Tito) in lovska podeželska vila. 
Zelo hitro se razvija kmečki turizem in ekoturizem, a je še vedno manj zastopan od lovskega turizma in rekreativnega ribolova.